# San Giacomo (Lussinpiccolo)
San Giacomo (in croato Sveti Jakov, fino al 1945 San Giacomo di Naresine) è un insediamento croato situato sull'isola di Lussino, nel comune di Lussinpiccolo a circa 2 chilometri da Neresine.
È costruito su un piccolo promontorio - ai piedi del monte Ossero - circondato dal mare.
Dal paese è raggiungibile la baia di Studenaz (Studenac), che costituiva il porto del villaggio. Lanena - rivolta verso l'isola di Cherso - è una baia raggiungibile a piedi dopo un breve percorso. Infine Valdimarco (Valdomak) rivolta a sud verso Lussinpiccolo.
A livello del paese ma situato a nord-est rispetto allo stesso - affacciato sul mare di Lanena - sorge il piccolo cimitero costruito attorno ad una piccola chiesa sopra il cui portone è posta una lapide che presenta iscrizioni glagolitiche.

## Storia
Già appartenente all'Impero austro-ungarico è divenuto al termine della prima guerra mondiale territorio italiano per entrare a far parte al termine della seconda guerra mondiale della Jugoslavia.
Al censimento austriaco del 1910 contava 244 abitanti dei quali 228 di lingua italiana.
Negli anni 2000 ha una popolazione stabile di 19 abitanti.